# Gastrotheca nebulanastes
Gastrotheca nebulanastes é uma espécie de anfíbio anuro da família Hemiphractidae.
Está presente no Peru.